# Olivares (Sevilla)
Olivares ist eine Gemeinde und ein Dorf in der Provinz Sevilla in Spanien mit 9.504 Einwohnern (Stand: 2024). Sie liegt in der Comarca Sierra Norte in Andalusien.

## Geografie
Olivares grenzt an Albaida del Aljarafe, Espartinas, Gerena, Salteras, Sanlúcar la Mayor und Villanueva del Ariscal.

## Geschichte
Olivares liegt in der Region von Tartessos, einer der ältesten dokumentierten Kulturen in Europa. Mehrere bronze- und eisenzeitliche Funde befinden sich in der Gegend, wie z. B. Cerro de las Cabezas, von dem angenommen wird, dass er der antiken Stadt Laelia entspricht, die von Plinius und Ptolemäus erwähnt wird. Das Dorf Olivares wurde als kleine Alquería am Repudio gegründet, einem Bach, der Regenwasser zum Guadalquivir führt. Dieses Dorf war als Estercolinas oder Estercolines bekannt, vielleicht von einem älteren lateinischen Namen, Turculina. Später wurde es als villa de olivares (Stadt der Olivenfelder) bekannt, daher der Name.
Die Gemeinde ist bekannt für das Haus Olivares, gegründet von Pedro Pérez de Guzmán im Jahr 1535. Zu dieser Zeit hatte die Stadt etwa 240 Einwohner, von denen 67 Steuern zahlten. Im Jahr 1625 wurde Gaspar de Guzmán der erste Graf-Herzog von Olivares, d. h. Graf von Olivares und Herzog von Sanlúcar. Das Adelsgeschlecht verschmolz später mit dem Haus Alba, das alle seine Ländereien erbte, bevor es einen Teil davon in der ersten Hälfte des 19. Jahrhunderts verkaufte.

## Wirtschaft
Die regionale Wirtschaft wird von der Landwirtschaft dominiert.

## Persönlichkeiten
- Juan Miranda (* 2000), Fußballspieler